# 卡恰利夫卡
50°1′22″N 35°12′45″E / 50.02278°N 35.21250°E
卡恰利夫卡（烏克蘭語：Качалівка）是位於烏克蘭東部的村莊，由哈爾科夫州博霍杜希夫區的克拉斯諾庫特斯克市鎮負責管轄。該村始建於1849年，面積5.51平方公里，海拔高度141米，2001年人口1,156，人口密度每平方公里210人。